# Kanagjol
Kanagjol är ett vattendrag i Bulgarien. Det ligger i den nordöstra delen av landet, 400 km öster om huvudstaden Sofia.